# Черета (Лука)
Черета је насеље у Италији у округу Лука, региону Тоскана.
Према процени из 2011. у насељу је живело 40 становника. Насеље се налази на надморској висини од 425 м.